# Suge Knight
Marion Hugh "Suge" Knight Jr. (IPA: /ʃʊg naɪt/), född 19 april 1965 i Compton, Kalifornien, är en amerikansk musikproducent, skivbolagsdirektör och tidigare amerikansk fotbollsspelare. Han är mest känd som medgrundare och tidigare VD för Death Row Records. Skivbolaget blev känt efter medgrundaren Dr. Dres debutalbum The Chronic släppts på bolaget 1992. Efter flera års framgång med artister som Tupac Shakur, Dr. Dre, Snoop Dogg, Outlawz och Tha Dogg Pound, trappade skivbolaget ner efter Knight blivit dömd till skyddstillsyn i september 1996 och skivbolaget gick i konkurs 2006.
I februari 2015 blev Knight åtalad för mord och mordförsök efter en hit-and-run i Compton, Kalifornien. Han förnekade alla anklagelser. I september 2018 dömdes Knight till ett 28 år långt fängelsestraff, istället för livstid, efter en uppgörelse med åklagaren.